# Салахутдинов, Руслан (учёный)
Русла́н (Русс) Салахутди́нов (род. в СССР) — канадский учёный математик, кибернетик и информатик татарского происхождения, специалист по искусственному интеллекту и глубокому обучению. Профессор департамента машинного обучения Школы компьютерных наук Университета Карнеги — Меллона, директор по исследованиям искусственного интеллекта в корпорации Apple Inc. В середине 2000-х годов он вместе с коллегами сформулировал ряд новых подходов к глубокому машинному обучению, которые сделали возможным современный бум в области технологий искусственных нейросетей.

## Биография

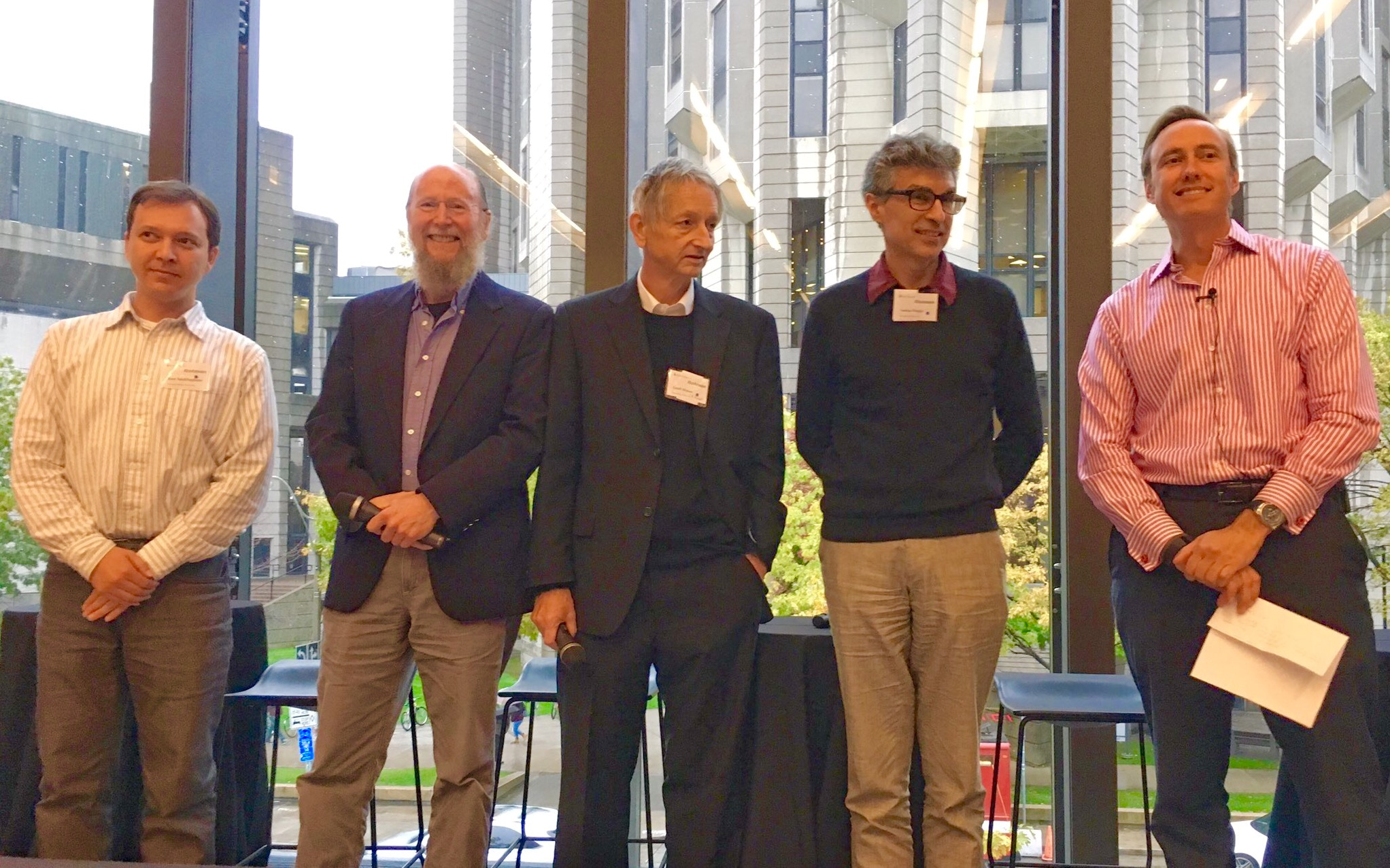
Слева направо: Руслан Салахутдинов, Ричард С. Саттон, Джеффри Хинтон, Йошуа Бенжио и Стив Джурветсон в 2016 году

В 2001 году Руслан Салахутдинов получил степень бакалавра компьютерных наук и математики в Университете Хай-Пойнта в штате Северная Каролина (США).
Затем в 2003 году он получил степень магистра в Университете Торонто (Канада), и там же в 2010 году защитил докторскую диссертацию на тему «Глубинное обучение генерирующих моделей». При написании докторской диссертации его научным руководителем был сам Джеффри Хинтон — «отец» глубокого обучения.
В 2009—2011 годах он исследовал искусственный интеллект в Массачусетском технологическом университете. В 2011—2016 годах работал в департаменте компьютерных и статистических наук университета Торонто. Где в частности был участником команды Джеффри Хинтона победившей в конкурсе компьютерного зрения ImageNet с двукратным преимуществом.
С февраля 2016 года стал профессором департамента по изучению искусственного интеллекта Школы компьютерных наук Университета Карнеги — Меллона в Питтсбурге, штат Пенсильвания (США).
Салахутдинов хорошо известен разработкой байесовской программы машинного обучения. Он работает в области искусственного интеллекта, статистического глубокого обучения, графовых вероятностных моделей и крупномасштабной оптимизации. В сумме он выпустил более ста научных публикаций, и с 2009 года опубликовал не менее 42 работ только по машинному обучению. Главной темой исследований Салахутдинова в последние годы было наделение компьютеров способностью видеть окружающий мир подобно человеку, распознавая объекты на изображениях или действия в видеороликах.
Его исследования в виде грантов финансировали корпорации Google, Microsoft, Apple и Samsung.
С 17 октября 2016 года он присоединился к компании Apple в качестве директора департамента по исследованиям искусственного интеллекта.
В феврале 2023 года он присоединился к команде развития интеллектуальной системы Felix Smart — системы мониторинга аквариума, которая позволяет удаленно управлять несколькими устройствами жизнеобеспечения в режиме реального времени.

## Конфликт с Apple
Выступая в 2016 году на конференции по машинному обучению NIPS, Руслан объявил, что Apple в скором времени начнет публиковать результаты своих исследований в сфере искусственного интеллекта. Это заявление противоречило политике Apple, которая предпочитает не делиться своими разработками публично. Тем не менее, данный факт не имел для Салахутдинова явных последствий, так как компания посчитала, что  единственный способ привлечь к работе лучших исследователей по искусственному интеллекту — это заверить их, что, попав в Apple, они смогут продолжать публиковать свои работы и делиться идеями с более широким сообществом специалистов. 

## Награды и признание
Является членом CIFAR.